# Wish You Were Here (핑크 플로이드의 음반)
《Wish You Were Here》은 핑크 플로이드의 콘셉트 앨범이다. 1975년 1월과 7월 사이에 애비 로드 스튜디오에서 녹음되었고, 1975년 9월 15일 발매하였다. 이 앨범은 후에 핑크 플로이드 최고의 음반 중 하나로 여겨졌으며 〈롤링 스톤〉의 이 시대 최고의 음반 500선에서 209위로 순위가 매겨졌다. 로저 워터스가 쓴 음반의 일부 노래 가사는 음악 산업에 대한 염려를 다룬 것으로, 시장 지향성의 레코드 회사들의 음악가들에 대한 이해와 관심의 부족을 묻는 내용으로 되어 있다. 이 음반은 또한 핑크 플로이드가 그룹의 이전 기타 연주자이자 메인 작곡가였던 시드 배릿에게 헌정하는 것으로, 특히 "Shine On You Crazy Diamond"와 "타이틀 곡"에서 그러한 의도가 잘 나타나 있다.

## 트랙 목록
전체 작사: 로저 워터스
| #  | 제목                                       | 작곡                                   | 재생 시간 |
| -- | ------------------------------------------ | -------------------------------------- | --------- |
| 1. | 〈Shine On You Crazy Diamond (Parts I-V)〉 | 데이비드 길모어, 워터스, 리처드 라이트 | 13:31     |
| 2. | 〈Welcome to the Machine〉                 | 워터스                                 | 7:30      |

| #  | 제목                                         | 작곡                   | 재생 시간 |
| -- | -------------------------------------------- | ---------------------- | --------- |
| 1. | 〈Have a Cigar〉                             | 워터스                 | 5:08      |
| 2. | 〈Wish You Were Here〉                       | 길모어, 워터스         | 5:26      |
| 3. | 〈Shine On You Crazy Diamond (Parts VI-IX)〉 | 길모어, 워터스, 라이트 | 12:28     |